# Christina Aguilera
Christina María Aguilera (Staten Island, New York, 18. prosinca 1980.) američka je pop-pjevačica, tekstopisac, plesačica i glumica. Aguilera se prvi put pojavila na nacionalnoj televiziji 1990. godine kao natjecateljica u emisiji Star Search, poslije čega je od 1993. do 1994. nastupala u televizijskoj emisiji Disneyjevog kanala The New Mickey Mouse Club.  Nakon što je 1998. snimila pjesmu "Reflection" za film Mulan, potpisala je ugovor s diskografskom kućom RCA Records.
Zapažen uspjeh postigla je 1999. godine debitantskim albumom Christina Aguilera, koji joj je donio tri singla na prvom mjestu američke ljestvice Billboard Hot 100. Latino pop album, Mi Reflejo iz 2001. godine te nekoliko suradnji koje je napravila, donijeli su Aguileri svjetski uspjeh, iako je bila nezadovoljna manjkom ulaganja u njenu glazbu i imidž. Nakon što se razišla sa svojim menadžmentom, Aguilera je preuzela kreativnu kontrolu nad svojim četvrtim studijskim albumom, Stripped iz 2002. godine, koji je dobio podijeljene kritike. Drugi singl s albuma, "Beautiful", bio je komercijalni uspjeh i donio je veliku prodaju albumu unatoč Aguilerinom kontroverznom imidžu. Nakon toga uslijedio je Back to Basics iz 2006. godine, s elementima soula, jazza i bluesa, koji je dobio pozitivne kritike. Aguilerin šesti studijski album, Bionic objavljen u lipnju 2010. godine dočekan je s podijeljenim kritikama te je ostvario slabu prodaju.
Osim što je poznata po svojim vokalnim sposobnostima, spotovima i imidžu, u svoju glazbu uključuje teme koje se bave nošenjem sa životom pod povećalom javnosti, njezinim djetinjstvom i ženskim osnaživanjem. Pored svog rada u glazbi, posvetila je mnogo vremena radu za humanitarne udruge i borbi za ljudska prava. Rad joj je donio mnoge nagrade, uključujući 5 Grammyja i nagradu Latin Grammy. Po izboru časopisa Rolling Stone proglašena je 53. na ljestvici 100 najboljih pjevača svih vremena, na kojoj je i najmlađa i jedina koja ima manje od 30 godina. Prodala je više od 50 milijuna albuma diljem svijeta i time postala jedna od najuspješnijih glazbenika svih vremena. Osim toga, jedna je od izvođača s najvećim brojem prodanih singlova, druga 2000-ih, odmah iza Madonne. Aguilera je završila na 18. mjestu ljestvice 100 "definitivno najljepših žena svijeta 2010." od časopisa Maxim'.

## Životopis

### Rani život i karijera
Aguilera je rođena u Staten Islandu u New Yorku. Roditelji su joj Fausto Wagner Xavier Aguilera, trenutno vodnik u Armiji SAD-a i Shelly Loraine (rođena Fidler), nastavnica španjolskog jezika. Aguilerin je otac rođen u Guayaquilu u Ekvadoru, a prabaka s majčine strane doseljenik je iz County Clarea. Aguilera je živjela s oba roditelja do sedme godine. Odrasla je slušajući španjolski i zbog toga razumije taj jezik, iako tečnije govori engleski. Kad su joj se roditelji rastali, njena majka odvela je nju i njenu mlađu sestru Rachel u kuću svoje bake u Rochesteru u Pennsylvaniji, gradu izvan Pittsburgha. I prema Aguilerinim i Fidlerinim riječima, njen otac ih je kontrolirao, te fizički i emocionalno zlostavljao. Aguilera je kasnije pjevala o teškom djetinjstvu u pjesmi "I'm OK" na albumu Stripped i "Oh Mother" na Back to Basics. Iako je njen otac pisao za nju, odbacila je bilo kakvu šansu da se ujedini s njim. Od tad, Fidler se udala za bolničara Jima Kearnsa, i promijenila prezime.
Kao dijete, Aguilera je htjela da bude pjevačica. Lokalno bila je poznata kao mala djevojčica s velikim glasom jer je postizala odlične rezultate na lokalnim natjecanjima za talente. Prema dokumentarnom filmu Driven od VH1, kad god bi natjecatelji dobili nju kao protivnika u zadanom tjednu, odmah bi se povukli, jer su upućeni govorili da je to kao slanje janjeta na klanje. Njeni vršnjaci uskoro su postali ljubomorni na nju i postala je tema izrugivanja, ostracizma i, na jednom času gimnastike, pokušaja napada. Oko njene kuće uskoro se počeo pojavljivati vandalizam poput prorezivanja guma na njenom obiteljskom automobilu. Najzad, obitelj se preselila u drugo predgrađe u okolici Pittsburga (ovog puta Wexford) i zatajila Aguilerin talent da se ne dogodi još jedan prazan hod. Išla je u srednju školu Marshall Middle School u blizini Wexforda i North Allegheny Intermediate High School dok na kraju nije završila školu kod kuće.
15. ožujka 1990. godine pojavila se u emisiji Star Search pjevajući pjesmu "A Sunday Kind of Love". Završila je na drugom mjestu na natjecanju. Ubrzo nakon toga vratila se doma i pojavila u emisiji Wake Up with Larry Richert na pittsburghškom KDKA-TV-u s istom pjesmom. Ljudi su za nju rekli da je desetogodišnjakinja koja zvuči kao dvadesetogodišnjakinja.
Tijekom svoje mladosti, Aguilera je pjevala američku himnu "The Star-Spangled Banner" prije hokejaških utakmica u kojima igra Pittsburgh Penguins, nogometnih utakmica od Pittsburgh Steelers i bejzbolskih utakmica od Pittsburgh Pirates tijekom finala Stanleyevog kupa 1992. godine. Njena prva veća uloga u zabavnoj industriji došla je 1993. godine kad se pridružila showu od Disney Channela The New Mickey Mouse Club. Zvijezde emisije poput Justina Timberlakea, Britney Spears, Ryana Goslinga i Keri Russell bile su u showu druge godine dok se nije otkazao. Po dokumentarnom filmu Driven, oni su je zvali "the Diva". Jedan od njenih najzapaženijih nastupa bio je izvedba pjesme "I Have Nothing" od Whitney Houston.
S četrnaest godina, Aguilera je snimila svoju prvu pjesmu, "All I Wanna Do", duet s japanskim pjevačem Keizom Nakanishijem. 1997. godine, predstavljala je SAD na međunarodnom festivalu Golden Stag Festival s dvije pjesme. Aguilera je počela da se natječe na potragama za talentima u Pittsburghu na "noći za tinejdžere" u Pegasus Loungeu, gej noćnom klubu. Kasnije je debitirala u Pittsburghu u sredini 1999. godine na festivalu Lilith Fair.

### 1998. – 2001.: Pop glazbeni počeci iChristina Aguilera
Godine 1998. Aguilera je pjevala visoko "E" punim glasom (E5) na obradi pjesme "Run to You" od Whitney Houston, koju je snimila u svojoj kupaonici. Kasnije u pjesmi "Candyman" s njenog albuma Back To Basics ponovno je pjevala u tom tonu punih 8 sekundi. Poslije je odabrana da snimi pjesmu "Reflection" za Disneyjevu produkciju filma Mulan iz 1998. godine. Snimanje pjesme "Reflection" donijelo je Aguileri rani ugovor s diskografskom kućom RCA Records istog tjedna. "Reflection" je dospjela na jedno od prvih 20 mjesta na ljestvici Adult Contemporary Singles Chart, a i nominirana je za Zlatni Globus za najbolju originalnu pjesmu 1998. godine.
Pod ekskluzivnim predstavljanjem Stevea Kurtza, Aguilerin debitantski album Christina Aguilera objavljen je 24. kolovoza 1999. godine. Dospio je na vrh američke ljestvice Billboard 200 i kanadske ljestvice. Prodano je 8 milijuna primjeraka albuma u SAD-u i preko 17 milijuna primjeraka diljem svijeta. Album je također na ljestvici 100 najboljih albuma svih vremena od organizacije RIAA, koja je bazirana na prodajama. Aguilerini singlovi s tog albuma "Genie in a Bottle", "What a Girl Wants" i "Come On Over Baby (All I Want Is You)" bili su na vrhu ljestvice Billboard Hot 100 tijekom 1999. i 2000. godine, a pjesma "I Turn to You" završila je na trećem mjestu. Tekstopisci albuma izjavili su da je Aguilera željela da pokaže raspon i drskost u svom glasu tijekom promocije albuma i zbog toga izvodila je akustične setove i pojavljivala se u televizijskim emisijama praćena samo glasovirom. Završila je godinu izvodeći na MTV-jevom New Year's Special, i bila je prvi izvođač novog milenijuma na MTV-u. Na 42. dodjeli nagrada Grammy Aguilera je nominirana za Grammy za najbolji ženski pop vokalni nastup (Best Female Pop Vocal Performance) za pjesmu "Genie in a Bottle" i bez obzira na ranija predviđanja, dobila je Grammy za najboljeg novog izvođača (Best New Artist).
Aguilerin menadžer Kurtz rekao je MTV-u da je Aguilera razmišljala o snimanju albuma na španjolskom jeziku čak prije nego što je snimila svoj debitantski album.
Godine 2000. Aguilera je počela snimati s producentom Rudyjem Pérezom u Miamiju.
Kasnije 2000. godine, Aguilera je naglasila svoje latinsko porijeklo objavljivanjem svog prvog španjolskog i drugog studijskog albuma, Mi Reflejo, 12. rujna 2000. godine. Ovaj album sadrži španjolske inačice pjesama s njenog engleskog debitantskog albuma kao i nove španjolske pjesme. Ipak, neki su kritizirali Aguileru zato što pokušava da zaradi s usponom popularnosti latinske glazbe u to vrijeme. Pérez je izjavio da je Aguilera bila polutečna s jezikom dok je snimala. Razumjela je jezik, jer je odrasla sa svojim ocem, koji je stanovnik Ekvadora. Dodao je: Njeni latinski korijeni su neporecivi.
Album je dospio na 27. mjesto ljestvice Billboard 200 i bio na prvom mjestu ljestvice Billboard Top Latin Albums rekordnih 20 tjedana. 2001. godine, Aguilera je dobila nagradu Latin Grammy za najbolji ženski pop vokalni album. Album je dobio zlatnu certifikaciju u SAD-u. Aguilera je također objavila božićni i treći studijski album 24. listopada 2000. godine kojeg je nazvala My Kind of Christmas. Dospio je na 28. mjesto ljestvice Billboard 200 i dobio platinastu certifikaciju u SAD-u. Ricky Martin i Aguilera snimili su duet, pjesmu "Nobody Wants to Be Lonely" koja je objavljena 2001. godine kao drugi singl s njegovog albuma Sound Loaded.
Godine 2001., Aguilera, Lil' Kim, Mýa i P!nk odabrane su da naprave obradu pjesme "Lady Marmalade" iz 1975. godine od Labelle za film Moulin Rouge! i glazbu za taj film. Pjesma koju je producirala Missy Elliott bila je na vrhu američke ljestvice 5 tjedana i postala najuspješniji singl koji je objavljen samo na radiju. Također, dospio je na prvo mjesto u jedanaest država svijeta i donio je za sve 4 izvođačice nagradu Grammy za najbolju pop suradnju s vokalima (Best Pop Collaboration with Vocals). Aguilerin nastup u spotu bio je uspoređivan s frontmanom sastava Twisted Sister, Deejem Sniderom. Spot je dobio dvije MTV-jeve Video Music nagrade uključujući onu za spot godine 2001. godine, gdje je Aguilera primala nagradu s riječima: Mislim da se velika frizura isplatila.
Te godine singl nazvan "Just Be Free" dospio je u glazbene dućane. To je jedan od demosa koje je Aguilera snimila kad je imala oko 15 godina. Kad je diskografska kuća RCA Records otkrila singl, savjetovala je obožavatelje da ga ne kupuju. Mjesecima kasnije, Warlock Records bio je spreman da objavi album s demosnimkama pod imenom Just Be Free. Aguilera je tužila Warlock za nepoštivanje ugovora i nepravedno tržišno natjecanje, pa su producenti albuma blokirali njegovo objavljivanje. Kasnije su dvije stranke riješile da objave album. Aguilera je izdala svoje ime i sliku za nepoznatu naknadu štete. Mnogi detalji presude ostali su tajni. Kad je album izašao 2001. godine, na omotu je bila Aguilera kad je bila petnaestogodišnjakinja.
Iako je Aguilerin debitantski album bio jako dobro primljen kod javnosti, bila je razočarana s glazbom i imidžom koji je njen menadžment napravio za nju. Aguilera je bila označena kao pjevačica žvakaćeg popa (eng. bubblegum pop) zbog takvog tadašnjeg financijskog trenda. Odlučila je da će njen idući album biti puno dublji i u glazbenom smislu i kod tekstova. Aguilerin pogled na uticaj Stevea Kurtza u pitanjima pjevačevog kreativnog smjera, njegova uloga njenog ekskluzivnog osobnog menadžera jednim dijelom izazvala je nju da nađe pravna sredstva za prekidanje njihovog menadžerskog ugovora. U listopadu 2000. godine, Aguilera je podnijela tužbu za kršenje fiducijalne obaveze protiv svog tadašnjeg menadžera Steva Kurtza zbog nepravilnog, nepotrebnog i neprimjerenog uticaja na njene profesionalne aktivnosti, te zbog prevare. Prema legalnim dokumentima, Kurtz nije štitio njena prava i interese, a umjesto toga poduzeo je akciju za svoje interese koja je koštala Aguileru. Parnica se desila kad je Aguilera otkrila da je Kurtz koristio veći dio njene zarade nego što mu je bilo dozvoljeno, te platio ostale menadžere da mu pomažu. Dok je snimala svoj nadolazeći album, Aguilera je otkrila:
Raskinuli su ugovor i Aguilera je zaposlila Irvinga Azoffa kao svog novog menadžera.
Kurtz je kasnije tog mjeseca kontrirao Aguileri tužbom zbog prekida ugovora, pošto je po njegovim riječima pjevačica prekršila isti dogovor i zbog toga je njena tužba nevažeća. Tijekom parnice, uključio je ostale ljude bliske Aguileri dokazujući njihovu namjeru da sabotiraju njegov poslovni odnos s njom. Naglasio je Azoff zbog kršenja prava Kurtzovog ugovora.

### 2002. – 2003.: Razdoblje albumaStripped
Dana 29. listopada 2002. godine, nakon veće odgode, Aguilerin četvrti studijski album na engleskom jeziku, Stripped,  objavljen je, prodan u više od 330 000 primjeraka u prvom tjednu i dospio na drugo mjesto na ljestvici Billboard 200. Za razliku od prethodnog rada ovaj album prikazao je Aguilerinu nepriličniju stranu. Veći dio pjesama s albuma napisala je Aguilera (koja je prije toga potpisala izdavački ugovor s BMG Music Publishing), a album sadrži različite teme i glazbene stilove, ukljućujući R&B, gospel, soul, baladni stil, pop rock i hip hop. Većinu albuma producirao je Scott Storch i pjevačica i spisateljica tekstova Linda Perry koja je producirala Aguilerine više osobne snimke. Rockwilder i pjevačica Alicia Keys također su surađivali na po jednoj pjesmi. Nakon inicijalnog izdanja, album je jako dobro primljen kod glazbenih kritičara, ocijenjen kao njen početak kultiviranja više seksualno provokativnog imidža. Nakon izdanja albuma, pozirala je za mnoge časopise, mnoge od tih fotografija prikazuju je golu ili polugolu. Njena naslovnica časopisa Rolling Stone, prikazivala ju je kako nosi samo čizme i dobro smještenu električnu gitaru. Tijekom ovog vremena Aguilera je pretvorila sebe u Xtinu, čak je stavila tetovažu svog nadimka na vratu i nekoliko piercinga.
Inicijalno, grublji imidž imao je negativan efekt na Aguileru u SAD-u, posebno nakon objavljivanja njenog konroverznog spota za pjesmu "Dirrty". Osporila je tvrdnje da je ovaj imidž napravjen zbog publiciteta, govoreći da ovaj imidž bolje odražava njenu stvarnu osobnost nego onaj koji je kultivirala 1999. godine. Iako je spot za pjesmu "Dirrty" postao jako popularan na MTV-ju, pjesma nije postigla velik uspjeh na ljestvicama u SAD-u. Kako god, pjesma je bila svjetski hit, dospjela je na prvo mjesto u Ujedinjenom Kraljevstvu i Irskoj. Drugi singl, "Beautiful" primio je pohvale kritičara. Klasična balada dospjela je na prvo mjesto na mnogim svjetskim ljestvicama i drugo mjesto u SAD-u. "Beautiful" Aguileri je donijela nagradu Grammy za najbolji ženski pop vokalni nastup. Tri ostala singla ("Fighter", "Can't Hold Us Down" s Lil' Kim, "The Voice Within") objavljeni su tijekom sljedeće dvije godine i bili su hitovi koji su pomogli albumu da ostane na ljestvicana sljedeće dvije godine. Stripped je ostao na američkoj i britanskoj albumskoj ljestvici do 2004. godine. Dobio je 4 platinaste certifikacije u SAD-u za preko 13 milijuna prodanih primjeraka diljem svijeta. Pojavio se na desetom mjestu Billboardove godišnje albumske ljestvice, a Aguilera je bila za Billboard prvi ženski izvođač 2003. godine. Drugi singl od Kelly Clarkson, "Miss Independent", napisala je Aguilera kad je polovica albuma Stripped bila završena.
Aguilera se pridružila Justinu Timberlakeu tog lipnja na krajnjem dijelu njegove Justified turneje, održane u SAD-u. Ovaj dio turneje nazvan je Justified/Stripped Tour. U kolovozu, stropna svijetleća rešetka pala je sa stropa arene Boardwalk Hall u Atlantic Cityju u New Jerseya, izazivajući veću štetu na zvučnoj i video opremi na koju je pala. To se desilo nekoliko sati prije koncerta, tako da je samo nekoliko radnika na sceni ozlijeđeno, ali neki koncerti otkazani su ili odgođeni. U četvroj četvrtini godine, Aguilera je nastavila turneju, ali sad međunarodno i bez Timberlakea i promijenila je ime turneje u "Stripped World Tour". Također je obojila kosu u crno. To je bila jedna od najuspješnijih turneja te godine, skoro rasprodana. Čitatelji časopisa Rolling Stone nazvali su je najboljom turnejom godine. Iste godine Aguilera je vodila dodjelu MTV-jevih europskih glazbenih nagrada i bila poseban gostujući izvođač s plesnim ansablom Pussycat Dolls izvodeći na Roxy Theatre teatru i Viper Roomu u Los Angelesu. Također se pojavila na naslovnici časopisa Maxim s njima, to je bila njena druga naslovnica Maxima i to je bio najprodavaniji broj časopisa te godine. Na kraju godine završila je na vrhu godišnje Hot 100 ljestvice. Kasnije je govorila: Zabavljali smo se s nekom odjećom, ili nedostatkom iste.
Nakon većeg odlaganja, Aguilerin prvi DVD snimljen uživo s koncertne turneje, Stripped Live in the U.K., objavljen je u studenome 2004. godine. Pod svjetlom uspjeha prehodne turneje, druga američka turneja trebala je započeti u sredini 2004. godine s novom temom. Turneja je otkazana zbog ozljeda glasnica jer je Aguilera bila bolesna kratko vrijeme prije otvaranja turneje. U sjećanju na Madonnin nastup na otvaranju dosjele MTV-jevih video glazbenih nagrada, Aguilera je izvela poljubac s pjevačicom-glumicom na izdanju ceremonije u kolovozu 2003. godine. Incident se desio tijekom otvarajuće izvedbe Madonninih pjesamama "Like a Virgin" i "Hollywood" s pop zvijezdom Britney Spears.

### 2004. – 2007.: Umjetnički razvoj iBack to Basics
Aguilera je kasnije odlučila njegovati prirodniji imidž; ovaj pomak donio joj je više pohvala nego kritika u člancima koji su koristili izraze poput Od kraša do klase. Tad je obojila kosu u plavo. Snimila je pjesmicu "Hello" za reklamu za Mercedes-Benz. Ubrzo nakon toga, obojila je kosu u laneno plavu i izrezala je na kratko, te uzela izgled Marilyn Monroe; jedna je od glavnih u vraćanju hollywoodskog glamura koji je trajao od 1920-tih do 1940-tih, uz Ditu Von Teese, Gwen Stefani i Ashley Judd.
U kasnom ljetu 2004. godine, Aguilera je objavila dva singla. Prvi singl, pjesma, "Car Wash", obrada je disko pjesme od Rose Royce snimljena u suradnji s reperom Missy Elliott za glazbu za film Shark Tale. Druga pjesma bila je također suradnja, ali ovog puta to je bio drugi singl s Nellyjevih duplih albuma, Sweat, nazvan "Tilt Ya Head Back". Oba singla komercijalno nisu postigla uspjeh u SAD-u, ali postigle su znatno veći uspjeh u ostatku svijeta. Aguilera je surađivala s jazz izvođačem Herbijem Hancockom na obradi pjesme od Leona Russella, "A Song for You" snimljenoj za Hancockov album Possibilities, koji je objavljen u kolovozu 2005. godine. Aguilera i Hancock kasnije su nominirani za nagradu Grammy za najbolju pop suradnju s vokalima (Best Pop Collaboration with Vocals). Pomogla je na otvaranju prolave 50. godišnjice Disneylanda izvodeći pjesmu "When You Wish upon a Star", a surađivala je i Andreom Bocellijem na pjesmi "Somos Novios" za album Amore.
Aguilerin četvrti studijski album i treći na engleskom jeziku, Back to Basics, objavljen 15. kolovoza 2006. godine, debitirao je na prvom mjestu američke ljestvice, britanske ljestvice i na prvom mjestu na ljestvicama još 11 država. Aguilera je opisala dupli CD kao Povratak u jazz, blues i soul glazbu u stilu 20-tih, 30-tih i 40-tih, ali s modernom primjesom. Album je primio dobre kritike iako je mnogo kritičara reklo da album ne bi bio ništa kraći i na jednom disku. Kritika u AllMusicu dodaje: "Back to Basics' također nam objašnjava da je 'Stripped' bio nužni umjetnički pokret za Christinu: trebala je izići iz svog sustava kako bi stvorila vlastiti stil, jedan koji je samouvjereno stiliziran, stilski i sexy." Kritički veoma pohvaljen glavni singl "Ain't No Other Man" postigao je veliki uspjeh, 6. mjesto na američkoj i 2. mjesto na britanskoj ljestvici. Producenti albuma bili su DJ Premier, Kwamé, Linda Perry i Mark Ronson. Sljedeći singlovi postigli su jako dobar uspjeh u različitim regijama, "Hurt" u Europi i "Candyman" na Pacifiku. Aguilera je bila pomoćni redatelj spotova za obe pjesme. Za pjesmu "Hurt" spot je radila s Florijom Sigismondi koja je bila redatelj spota za njenu pjesmu "Fighter", a za "Candyman", s redateljem/fotografom Matthewom Rolstonom koji je bio inspiriran s The Andrews Sisters. Back to Basics je prodan u preko 4,3 milijuna primjeraka diljem svijeta.
Kasne 2006. godine Aguilera je surađivala s Seanom "Diddyjem" Combsom na skladbi nazvanoj "Tell Me", s njegovog albuma Press Play. Također, započela je koncertu turneju "Back to Basics Tour" u Europi i nastavila je 41-koncertnom sjeveroameričkom turnejom u ranoj 2007. godini. Nakon toga, nastavila je turneju u Aziji i Australiji, gdje je trebala da se završi 3. kolovoza, ali otkazala je koncerte u Melbourneu i krajnja dva u Aucklandu zbog bolesti. Njena ekstravagantna arena na turneji sadržila je kabaret, cirkuške setove i kostime od deset dijelova koje je dizajnirao Roberto Cavalli. Turneja je iznosila skoro 50 milijuna dolara na kraju godine u Sjevernoj Americi i još dodatnih 40 milijuna dolara diljem svijeta tijekom europskog, australskog i azijskog dijela, što znači da je turneja ukupno iznosila 90 milijuna dolara. To je bila najuspješnija američka turneja samostalne izvođačice 2007. godine. Rane 2008. godine, Aguilera je objavila koncertni DVD Back to Basics: Live and Down Under.
Na 49. dodjeli nagrada Grammy, Aguilera je opet dobila nagradu za najbolji ženski pop vokalni nastup (Best Female Pop Vocal Performance) za pjesmu "Ain't No Other Man". Na dodjeli napravila je nastup u sjećanju na Jamesa Browna s njenom interpretacijom pjesme "It's a Man's Man's Man's World". U siječnju 2007. godine, časopis Forbes imenovao ju je za 19. najbogatiju ženu u zabavnoj industriji, s neto zaradom od 60 milijuna američkih dolara.
Aguilera je izvodila pjesmu "Steppin' Out With My Baby" s Tonyjem Bennettom u njegovoj specijalnoj emisiji Tony Bennett: An American Classic i u emisiji Saturday Night Live. Nastupali su i na 59. dodjeli Emmy nagrada gdje su oboje dobili Emmyje. "Steppin' Out" nominirana je za Grammy za najbolju pop suradnju s vokalima (Best Pop Collaboration with Vocals) na 50. dodjeli nagrada Grammy.

### 2008. – sad:Keeps Gettin' Better: A Decade of HitsiBionic
Godine 2008. Aguilera uključena u glazbu za film Shine a Light s uživo snimljenom pjesmom "Live With Me" koju je izvodila sa sastavom The Rolling Stones. Da proslavi Aguilerinih 10 godina u glazbenoj industriji, diskografska kuća RCA Records objavila je kompilacijski album Keeps Gettin' Better: A Decade of Hits 11. studenoga 2008. godine ekskluzivno u Target dućanima u SAD-u. Kompilacija najvećih Aguilerinih hitova uključivala je njena prva tri singla koja su dospjela na prvo mjesto na ljestvicama i ostale pjesme s njena prethodna tri albuma. "Lady Marmalade" i nekoliko španjolskih singlova s albuma Mi Reflejo uključeni su u međunarodna izdanja. Jedini singl s albuma, "Keeps Gettin' Better", imao je svoju premijeru na dodjeli MTV Video Music nagrada 2008. godine i debitirao na 7. mjestu ljestvice Billboard Hot 100, što je njeno najviše debitantsko mjesto. Aguilera je bila jedna od Billboardovih najboljih 20 izvođača desetljeća na njegovoj godišnjoj ljestvici.
Nakon kraće pauze od snimanja, Aguilerin peti studijski album i četvrti na engleskom jeziku, Bionic, objavljen je 8. lipnja 2010. godine. Producenti albuma su Tricky Stewart, Le Tigre, Switch, Ester Dean, tekstopisci Sam Endicott, Sia, Claude Kelly, Linda Perry, a na njemu surađuju i M.I.A., Santigold i Peaches. Samo dva singla s albuma, "Not Myself Tonight" i "You Lost Me" dospjela su na prvo mjesto američke ljestvice Billboard Hot Dance Club Play, ali u ostatku svijeta nisu bili uspješni. Materijal albuma Bionic sadrži mainstream i pop snimke, te elektronsku i dance glazbu. Dobio je podijeljene recenzije glazbenih kritičara, a Jon Pareles je za The New York Times izjavio da pjevačicin novi smjer zvuči kao pritisak na ono što pop pjevačica može biti. Allison Stewart je za The Washington Post opisala album kao "glasan, robotski i pretjeran" i rekla je da je najveće razočarenje albuma "virtualno odustajanje" od Aguilerinog glasa. Zaključila je da Aguilera pokušava uraditi sve, a to znači da pokušava da se " ali da taj plan nije uspio s albumom  Bionic. Stephen Erlewine je za Allmusic komentirao je kontrast, rekavši da Aguilera "ne dostiže očekivanja, ali se jednostavno ponaša kao prirodna diva i zato je više neodoljiva". U prvom tjednu nakon objavljivanja albuma prodano je samo 110 000 primjeraka u SAD-u i dospio je na treće mjesto američke ljestvice, što je mnogo manja prodaja nego ona od prethodnih albuma.  Do sad je prodano 228 000 primjeraka albuma u SAD-u. Aguilera je trebala promovirati album turnejom ovog ljeta, ali zbog "neadekvatnih vremena proba" turneja je otkazana. Planira je održati 2011. godine.
Dana 15. studenoga 2010. godine, Aguilera je dobila svoju zvijezdu na Hollywoodskoj stazi slavnih.

## Ostali rad

### Film i televizija
Godine 1991. Aguilera je bila na audiciji za ulogu u The New Mickey Mouse Clubu, ali bila je premlada za nju. Dvije godine kasnije pridružila se odljevu koji izvodi glazbene numere i skeč komediju dok se emisija nije ukinula 1994. godine. Od tad Aguilera se mnogo puta pojavila na televiziji. 1999. godine glumila je u epizodi serije Beverly Hills, 90210. 2004. godine pojavila se u epizodi emisije Saturday Night Live koja je tad parodirala na seriju Seks i grad. Aguilera je glumila Samanthu Jones koja svima otkriva da je cijelo vrijeme bila muškarac. Prije toga pojavljivala se kao glazbeni gost u epizodi u kojoj je domaćin bio Christopher Walken 2000. godine, 2003. godine kad je to bila Salma Hayek i 2006. s Alecom Baldwinom. Što se tiče glume u filmu, spomenula je u nekoliko intervjua da namjerava glumiti uloge slične onima od Angeline Jolie. Dala je glas u malom glazbenom dijelu animiranog filma Shark Tale glumeći meduzu Rastafarijansku meduzu u završnoj pjesmi u filmu. Među zvijezdama filma bila je i Jolie.
Godine 2008. pojavila se u dokumentarnom filmu od Martina Scorsesea Shine a Light koji prikazuje dva dana koncerta od Rolling Stonesa u Beacon Theatreu u New Yorku. U filmu Aguilera je izvodila pjesmu "Live With Me" s Mickom Jaggerom. Premijera filma Shine a Light bila je na festivalu Berlin Film Festival, a objavljen je 4. travnja 2008. u svijetu. Aguilera je bila gostujuća uloga u šestoj sezoni emisije Project Runway na televiziji Lifetime Television. Ona i dizajner Bob Mackie bili su inpiracija za izazov u kojem su morali dizajnirati scensku odjeću za Aguileru. Aguilera se pojavila i u komediji od Judda Apatowa, Get Him to the Greek, a ona i Eminemom glumili su sami sebe u sedmoj epizodi televizijske serije Entourage. Aguilera je bila klijentica/prijateljica od Ari Gold.
Godine 2009., časopis Variety potvrdio je da će Aguilera raditi na svom prvom filmu u kojem je glavna uloga, mjuziklu pod imenom Burleska, koji se počeo snimati u studenome 2009. godine. Aguilera će glumiti građanku koja "nalazi ljubav, obitelj i uspjeh u burlesknom klubu u Los Angelesu.". Redatelj filma je glumac i redatelj Steve Antin koji je napisao i scenarij koji je obradila Susannah Grant. Druga glavna uloga je pjevačica Cher koja glumi vlasnicu kluba. U filmu se pojavljuje Cam Gigandet koji glumi Aguilerinu ljubav, Stanley Tucci, i Kristen Bell. Aguilera će surađivati s autorima glazbe za film odnosno glazbene pozadine filma, a to su producenti Danja i Tricky Stewart i tekstopisci Claude Kelly i pjevač Sia. Burleska je objavljen na Dan zahvalnosti ove godine i dobio nekoliko filmskih nagrada.

### Proizvodi i reklame
Godine 2000., Aguilera je bila zaštitno lice linije šminke Fetish za koju je radila u biranju boja i pakiranjima linija. Sljedeće godine nije obnovila ugovor. Kroz karijeru reklamirala je mnoge proizvođače, primjerice Skechers, Mercedes-Benz, Verizon Wireless i Coca-Colu 2001. godine i Pepsi 2006. godine. Postala je muza i model za modnu kuću Versace pojavljujući se 2003. godine u liniji odjeće. Godine 2004. zaradila je 200.000 britanskih funta (oko 300 000 dolara) za otvaranje ljetne rasprodaje u londonskoj prodavnici Harrods koja je imala rekordni profit tijekom tog četverotjednog razdoblja.
Aguilera potpisala ugovor s europskim operatorom mobilnih telefona Orange da promovira Sony Ericssonove Walkman telefone tijekom Svjetskog prvenstva u nogometu 2006. godine.
Godine 2008. dizajner nakita i Aguilerin bliski prijatelj Stephen Webster zajedno s Neoimanom Marcusom i ergdorfom Goodmanom objavio je kolekciju najkvalitetnijeg srebra pod imenom "Shattered". Aguilera, koja je inspirisala kolekciju, bila je prikazana kao Hitchcockova heroina. Izjavila je da joj je rad na toj kolekciji bio nevjerojatno iskustvo i da je počašćena što je bila dio toga. Ponovno su surađivali za Websterovu proljetnu liniju nakita 2009. godine. They reprised their work together for Webster's 2009 spring line.
Aguilera je u Europi objavila dva parfema. Njen prvi parfem Xpose objavljen je kasne 2004. godine i srednje dobro prodan. S tvrtkom Procter & Gamble Aguilera je objavila parfem Simply Christina (Jednostavno Christina) 2007. godine. Na Božić 2007. godine njen je parfem postao prvi parfem u Ujedinjenom Kraljevstvu, a kasnije u 2009. godini postao je četvrti najprodavaniji parfem u Ujedinjenom Kraljevstvu i Njemačkoj gdje je bio najprodavaniji te godine. Parfem je bio odabran za najdraži parfem od slavne zvijezde na godišnjoj dodjeli Fifi nagrada 2008. godine u Ujedinjenom Kraljevstvu. Aguilera je objavila svoj treći parfem Inspire, zajedno s kolekcijom za njegu tijela, 1. rujna 2008. godine. Prodavao se u SAD-u, Kanadi, Južnoj Americi, Aziji i Sjevernoj i Istočnoj Europi. To je prvi Aguilerin parfem koji je objavljen izvan Europe. Televizijsku reklamu za parfem snimio je David LaChapelle i objavljena je u SAD-u u robnim kućama Macy's. Objavljivanje parfema bilo je na 150. godišnjicu Macyja, a Aguilera je bila uključena u promotivne fotografije.  U listopadu je objavila svoj četvrti parfem By Night, koji je postao treći najprodavaniji parfem u Ujedinjenom Kraljevstvu.

### Filantropija
Kroz karijeru, Aguilera je bila uključena u nekoliko humanitarnih udruga. Potpisala je pismo od PETA-e vladi Sjeverne Koreje u kojem traži da ta država zaustavi navodno ubijanje pasa za hranu. Tijekom svoje turneje 2007. godine, bez znanja oko vrata je nosila pravo krzno, koje je dizajner Roberto Cavalli uključio bez prethodnog informiranja Aguilere. Nakon što je primila snimak o tretiranju lisica od PETA-inog potpredsjednika Dana Mathewsa, za nastavak turneje koristila je umjetno krzno. Navodno je bila uzrujana i rekla: "Uvijek nosim samo umjetno krzno". Godine 2010. Aguilera je stavila na aukciju ulaznice za njenu nadolazeću turneju za akciju od Christie's A Bid to Save the Earth (Pokušaj da spasimo Zemlju). Zarada od nje ide neprofitnim ekološkim udrugama Conservation International, Oceana, Natural Resources Defense Council i The Central Park Conservancy. Aguilera također podržava: Defenders of Wildlife (Branitelje divljeg života), Missing Kids (Nestalu djecu), National Alliance of Breast Cancer Organizations (Nacionalni savez organizacija za rak dojke), Women's Cancer Research Fund, i Cedars-Sinai Women's Cancer Research Institute (Institut za istraživanja protiv raka kod žena od Cedars-Sinaia). Radila je i s neprofitnom organizacijom Do Something (Uradi nešto) govoreći da svaka individua ima snagu da nadahne mlade ljude diljem države. Bila je uključena u kampanju za fotografa Briea Childersa s ciljem da pomogne ženama svake dobi, rase i životnog stila da se osjeća prekrasnom i samopouzdanom u svom tijelu i koži s kojom su rođene. Zarada od te kampanje otišla je za nekoiko ženskih humanitarnih udruga diljem svijeta.
Aguilera je još uvijek glavni darivatelj u svom rodnom Pittsburghu. Redovno donira novac Centru i domu za žene u Pittsburgu. Po podacima s njene službene stranice, bila je na turneji u centru Pittsburgha i donirala 200 000 $ tom domu. Također je prodavala prednja mjesta i mjesta u backstage-u za humanitarnu udrugu u Pittsburghu. Nastavila je s donacijama i posjetima domu i planira otvoriti još jedan. Također podržava National Coalition Against Domestic Violence (Nacionalnu koaliciju protiv nasilja u obitelji) i Refuge UK (Britanski dom). Od tad je radila s kampanjom End violence against women (Zaustavimo naslilje nad ženama) od televizije Lifetime Television. Dok je radila tamo reklamirala je tu kampanju na radiju, televiziji i svojoj turneji 2007. godine.
Aguilera podržava udruženje LGBT. Dobila je medijsku nagradu GLAAD jer je koristila gay i transseksualne scene u svom spotu za pjesmu "Beautiful". Kad je prihvatala nagradu rekla je da njen spot prikazuje da gej i transseksualni ljudi jesu divni (beautiful), čak i uz to što osuđivanje i diskriminacija prema njim još uvijek postoji. 2005. godine pojavila se na kompilacijskom albumu nazvanom Love Rocks (u prijevodu Ljubav je zakon), čiji profit je išao kampanji za ljudska prava (Human Rights Campaign), organizaciji čiji je cilj borba za ljudska prava za gej, ljezbiljski, biseksualno i transseksualno orijentirane ljude. Godine 2008. Aguilera je javno izjavila da je protiv prijedloga da se zabrani istospolni brak u Kaliforniji rekavši da upće ne može razumjeti zašto bi netko dao toliko novca da ljudima zabrani da se vole.
Aguilera doprinosi u borbi protiv AIDS-a doprinoseći u projektu od Los Angeles' Artists Against AIDS (Umjetnici Los Angelesa protiv AIDS-a) - obradi pjesme "What's Going On?". 2004. godine Aguilera je postala novo lice kozmetičke tvrtke M•A•C i glasnogovornik za njihov Fond protiv AIDS-a. Aguilera se pojavila u reklamama za M•A•Cov Viva Glam V ruž i sjajilo i bila u časopisu Vanity Fair zbog svog rada u kampanji.
Također je pozirala za zajedničku kampanju od YouthAIDSa i Aldo Shoesa za "Empowerment Tags" u Kanadi, SAD-u i Ujedinjenom Kraljevstvu. Izjavila je da HIV nije nešto o čemu ljudi žele govoriti, čuti ili suočiti se s tim. Pjevač Elton John uključio ju je u svoju humanitarnu knjigu pod nazivom "Four Inches" (Četiri inča) čija zarada ide njegovoj fondaciji protiv AIDS-a. Elton je također izabrao Aguileru da pjeva na njegovom godišnjem "Fashion Rocks" (Moda je zakon) humanitarnom koncertu koji povezuje glazbu i modu i tako nabavlja novac koji ide u borbu protiv AIDS-a i HIV-a.
Prije izbora za američkog predsjednika 2004. godine Aguilera je bila prikazana na tablicama za online pogon registracije birača pod imenom "Only You Can Silence Yourself" kojeg je osnovala nepristrana neprofitna kampanja "Declare Yourself" (Deklariraj se). Na ovim političkim reklamama koje je snimio David LaChapelle, Aguilera je prikazana sa zašivenim ustima koje simboliziraju efekt neglasanja. Aguilera se pojavila u emisiji The Oprah Winfrey Show gdje je govorila o važnosti glasanja. U kasnoj 2007. godini postala je glasnogovornik za "Rock the Vote" gdje je navodila mlade ljude da glasaju za predsjednika na izborima 2008. godine. U partnerstvu s "Rock the Vote", pojavila se na njihovoj javnoj reklami koja se počela emitirati 2008. godine. Reklama je prikazivala Aguileru sa svojim sinom, Maxom Bratmanom, omotanu u američku zastavu kako pjeva "America the Beautiful".
U studenome 2005. godine sve je svoje vjenčane darove dala raznim humanitarnim akcijama za žrtve uragana Katrine. Te godine izvodila je i na koncertu "Unite of the Stars" za udruženje protiv gladi u Johannesburgu, Južnoj Africi i na dječjem fondu od Nelsona Mandele. U ožujku 2007. godine Aguilera je bila dio humanitarnog albuma za napore Amnesty Internationala da zaustavi genocid u Darfuru. Ona je snimala obradu pjesme "Mother" od Johna Lennona. Album pod imenom Instant Karma: The Amnesty International Campaign to Save Darfur objavljen je 12. lipnja 2007. godine i na njemu su bili uključeni razni izvođači. Godine 2008. započinjala je koncert u Royal Albert Hallu od londonske humanitarne udruge koja podiže svijest za probleme u Africi.
Godine 2009. Aguilera je postala globalni glasnogovornik za svjetsku pomoć protiv gladi (World Hunger Relief) za koju se pojavljivala u reklamama i internetskim kampanjama. Aguilera i njen muž putovali su u Gvatemalu s udrugom World Food Programme da podigne svijest za probleme poput visoke razine pothranjenosti u toj državi. Upoznala se s obiteljima u naseljima i nekim korisnicima WFP-ovih programa za ishranu. Izjavila je da je zahvalna što je dio tako divnog projekta. Od kad je postala globalni glasnogovornik Aguilera je pomogla u zaradi 22 milijuna dolara što je preko 90 milijuna obroka za gladne stanovnike Afrike. Aguilera je donirala potpisani Chrysler 300 humanitarnim udrugama za pomoć žrtvama Potresa u Haitiju 2010. godine.
Bila je jedna od mnogih izvođača koji su se pojavili na teletonu za pomoć žrtvama potresa u Haitiju 22. siječnja 2010. godine. Prikupljeni novac od teletona išao je za Oxfam America, Partners In Health, Red Cross i UNICEF. Aguilera se kasnije pojavila zajedno sa sportskom ikonom Muhammadem Alijem na drugoj reklami za World Food Programme koja je služila za prikupljanje novca žrtvama potresa. Kasnije te godine Aguilera je prvi put posjetila Haiti kao glasnogovornik protiv gladi. Posjetila je dvije škole u gradu Léogâne.

## Umjetnički smjer

### Vokalna sposobnost
Aguilera, koja je sopran, bila je suparnik mnogih svojih suvremenika i prozivana "glasom generacije" i pjevačicom blue eyed soula. U posebnoj MTV-jevoj emisiji All Eyes on Christina, John Norris je izjavio da Aguilera ima vokalni raspon od 4 oktave. Aguilera je također završila na vrhu COVE-ove ljestvice 100 najboljih pop vokalista s 50 od 50 bodova i postala vlasnica petog od 22 MTV-jeva najbolja glasa u glazbi (22 Greatest Voices in Music). Poznata je i po tome što pjeva u visokom whistle registeru, visokom beltu (čak do visokog F ( F5)). Njezino izvođenje pjesme "It's A Man's Man's Man's World" na 49. dodjeli nagrada Grammy postao je treći najljepši Grammyjev trenutak poslije onog od Celine Dion s pjesmom "My Heart Will Go On i Green Dayevog s pjesmom "American Idiot". U intervjuu, Dion je opisala Aguileru kao vjerojatno najboljeg vokalista na svijetu. Tijekom rada na albumu Back to Basics, DJ Premier izjavio je da ona stvarno prikazuje istinitu glazbu i pjevanje i da ima prava pluća. Rolling Stone stavio je Aguileru na 58. mjesto njihove top ljestvice 100 najboljih pjevača svih vremena (100 Greatest Singers of All Time), na kojoj je ona najmlađi pjevač.
Od svog debitiranja 1999. godine, Aguilera je uspoređivana s pjevačicama poput Mariahe Carey i Whitney Houston. Recenzija u novinama Los Angeles Times uspoređivala je Aguilerin vokalni stil sa stilom Barbre Streisand, Gladys Knight i Arethe Franklin dodavajući da su njene tendecije kao u Barbre Streisand pomogle da je oblikuju u odličnu pjevačicu koja se razvila od izdavanja svog prvog singla. Iako je hvaljena zbog vokala, Aguileri je pripisano preglasno pjevanje, točnije vikanje (eng. oversinging) u svojim pjesmama i na koncertima. Veoma dugo vrijeme producentica i spisateljica, Linda Perry, rad na Aguilerinoj pjesmi "Beautiful" opisala je svojim pokušajima da održi Aguilerino pjevanje ravnomjernim. Rekla je da svaki put kad Aguilera krene u hoo-ha, ona ju zaustavlja. Također, kaže da je Aguileri trebalo dugo vremena da stavi pjesmu na album. Komentirala je da njen vokal nije savršen, već jako sirov. Poznaje svoj glas i "može čuti stvari koje nitko drugi ne može uhvatiti".

### Teme i glazbeni stil
Stalna tema Aguilerine glazbe je ljubav, iako je pisala pjesme i o drugim temama poput duhovnosti, ženskog pokreta i tuge. U dvije pjesme pisala je o svom djetinjstvu tako da je doticala i temu nasilja. U intervjuu izjavila je da se osjeća odgovornom da otkrije svoje najdublje osjećaje i podijeli najmračnije strane svog života uz komentar:
»Ljudi koji znaju pripovijedati ne osjećaju se sami u okolnostima.«
Primijećeno je njeno stalno mijenjanje zvuka i značenja pjesama. Isprva označena kao pjevačica žvakaćeg popa (eng. bubblegum pop) tijekom kasnih 1990-tih, brzo je prešla na širi raspon glazbenih žanrova za svoj album Stripped. Recenzije na taj album govore:
»Jasno pogođena sindromom rano ozbiljnog umjetnika, Aguilera želi pokazati raspon njenih interesa – zavodnički soul, quasi-metal, intimnost klavira, quiet-storm R&B, poskakujući hip hop i poluegzotični rock, svi su svjesno ostvareni.«
Recenzija u Allmusicu tvrdi;
»Nijedna druga tinejdžerska pop pjevačica u njenom razdoblju nema bolju pjesmu od Christine.«
Većinu pjesama karakterizirali su Aguilerini glasni vokali, iako je koristila mekane vokale s uzdasima. Aguilera je često govorila da preferira rad s producentima s kojima se drugi izvođači nisu zbližili, jer ona "ne ide ljudima koji su prvi na glazbenim top ljestvicama." Njeno izdanje iz 2006. godine, album Back to Basics uključio je producenta DJ-a Premiera. The New York Times navodi:
»Njena odluka da radi s DJ-em Premierom jasno odbija producente velikih imena na koje se oslanjaju druge zvijezde.«
Album je sadržio instrumentaciju uživo i isječke starijih jazz i soul pjesama. Neke pjesme na albumu sadrže netradicionalne forme pop glazbe poput swing jazza i big banda, što joj daje usporedbe s Madonninim "I'm Breathless" i glazbenim filmom Kabaret. Glazba za njen film Burlesque, s utjecajima filma Kabaret, producirali su Tricky Stewart i Danja. Neke već utvrđene pjesme su osvježene i prerađene u dance pjesme u stilu sličnom onom iz filma iz 2001. godine, Moulin Rouge!

### Utjecaji
Jedan od Aguilerinih najvećih utjecaja i njen idol blues je pjevačica Etta James, čiju je klasičnu pjesmu "At Last" Aguilera obradila tijekom svoje karijere. Aguilera je rekla da je Etta uvijek bila njena najdraža pjevačica i da može nabrojati sve njene stare pjesme jer je odrasla slušajući ju i da je to uvijek govorila - u svakom intervjuu. Aguilerin album Back to Basics najviše odaje počast Etti James i ostalim pop pjevačima koji su djelovali tijekom 1950-tih. U svom djetinjstvu slušala je vintage jazz, blues i soul. Album uključuje neobjavljenu pjesmu "Slow Down Baby", koja sadrži isječke iz pjesme od Gladys Knight & the Pips. Recenzija u časopisu The Guardian kaže da je sve što je snimljeno prije nego što se Aguilera rodila zamagljeno u jedan žanr bez oblika, koji ona kategorizira kao, nešto neadekvatno, kao "zabavnu glazbu". Aguilera je također navela Madonnu i Janet Jackson kao dvije pjevačice koje na nju daju najviše utjecaja jer su "inovativne i hrabre i jake žene koje isprobavaju sve, čak i ako ne dobiju dobre reakcije u medijima." Aguileri se sviđa što su "neustrašive". Ostali glazbenici koji imaju utjecaj na nju su Aretha Franklin, Whitney Houston, i Nina Simone.
Aguilera navodi mjuzikl The Sound of Music i njegovu glavnu glumicu, Julie Andrews kao svoju ranu inspiraciju za pjevanje i nastupanje. Spomenula je "zlatno doba Hollywooda" kao drugu inspiraciju, spominjući Marlene Dietrich, Marilyn Monroe, Carole Lombard, Gretu Garbo, Veronicu Lake". U svom spotu za pjesmu "Ain't No Other Man" glumi svoj alter ego, "Baby Jane" vraćajući film Whatever Happened to Baby Jane?. Spomenute su i filmske zvijezde poput Bette Davis i Joan Crawford. Treći singl s albuma Back to Basics, "Candyman" inspirisan je pjesmom "Boogie Woogie Bugle Boy" iz 1941. godine koju su pjevale The Andrews Sisters tijekom Drugog svjetskog rata. Aguilera je također bila inspirisana pin up djevojkama i nekim slikama Alberta Vargasa. Izrazila je interes za kulturne ikone Nico, Blondie i umjetnike Roya Lichensteina i Andyja Warhola. Često je radila s fotografom i bliskim prijateljem Davidom LaChapelleom koji je jednom radio s Warholom. Chapelle je snimio mnogo Aguilerinih spotova, reklama i fotografija za časopise. Aguilera je obožavatelj i umjetnice koja se bavi grafitima Banksy. Godine 2006. objavila je tri Banksyna rada tijekom privatne izložbe umjetnina, jedna od njih bila je pornografska slika kraljice Viktorije u lezbijskoj pozi s prostitutkom. Moda je također dio Aguilerine glazbene karijere i imidža i koristila ju je kao jedan način izraza na nastupima i u spotovima. Godine 2003. postala je muza i inspiracija modne linije Donatelle Versace. Versace je također dizajnirao dijelove njenih kostima na turneji 2004. godine. Aguilera je obožavatelj i Roberta Cavallija, Johna Galliana, Marca Jacobsa i Alexandra McQueena čije je dizajne koristila tijekom karijere.

## Privatni život
Kasne 1999. godine širile su se glasine da je Aguilera u vezi s MTV-jevim VJ-em Carsonom Dalyjem. Aguilera je izlazila s portorikanskim plesačem Jorgem Santosom. Pojavljivao se na njenoj turneji i u spotovima tijekom 2000. godine. Izlazili su skoro dvije godine, prekinuli su 11. rujna 2001. godine. Nastavio je biti njen plesač do 2002. godine.
Kad je vidjela jedan od njenih spotova, Aguilerina baka bila je razočarana. Izjavila je da je skoro umrla kad je vidjela tako malo odjeće na njoj, dodala je da je odmah nazvala njenu majku i pitala je šta to Christina radi. Bilo joj je žao Aguilere jer je bila tako mlada i potpuno je razumjela što je ljudi kritikuju.
Godine 2002. Aguilera je počela izlaziti s izvršnim direktorom glazbenog marketinga Jordanom Bratmanom. Njihove zaruke objavljene su u veljači 2005. godine, a vjenčali su se 19. studenoga 2005. godine na imanju Napa Valley. Aguilera je potvrdila da je trudna 4. studenoga 2007. godine u intervjuu za časopis Glamour. 12. siječnja 2008. godine, Aguilera je rodila sina, Maxa Lirona Bratmana, u Cedars-Sinai medicinskom centru u Los Angelesu u Kaliforniji. Njegovo latinsko ime i židovsko srednje ime znače "Moja najbolja pjesma". Aguilera je dobila 1.5 milijun dolara od časopisa People za slike svog djeteta. Po časopisu Forbes to su četvrte najskuplje slike djeteta slavne osobe. Dana 12. listopada 2010. godine, Aguilera je potvrdila izjave da ona i Bratman više ne žive zajedno, ali rekla je da je njihova privrženost njihovom sinu ostaje jaka kao uvijek. Aguilera je podnijela zahtjev za razvod od Bratmana 14. listopada 2010. godine, skrivajući razlog najviše zbog njihovog sina, a 11. rujna 2010. godine naveden je kao datum njihovog razvoda.

## Diskografija
| Studijski albumi - Christina Aguilera (1999.) - Stripped (2002.) - Back to Basics (2006.) - Bionic (2010.) - Lotus (2012.) Ostali albumi - Mi Reflejo (2000.) - My Kind of Christmas (2000.) - Keeps Gettin' Better: A Decade of Hits (2008.) | DVD-ovi - Genie Gets Her Wish (1999.) - My Reflection (2001.) - Stripped Live in the U.K. (2004.) - Back to Basics: Live and Down Under (2008.) Turneje - Christina Aguilera: In Concert Tour (2000./2001.) - Justified/Stripped Tour / Stripped World Tour (2003.) - Back to Basics Tour (2006./2007.) - Bionic Tour (2011.) |

## Filmografija
| Film                                 | Film                  | Film                             | Film         |
| Godina                               | Film                  | Uloga                            | Napomena     |
| ------------------------------------ | --------------------- | -------------------------------- | ------------ |
| 2004.                                | Shark Tale            | Rastafarian jellyfish            | Glas         |
| 2008.                                | Shine a Light         | glumi samu sebe                  | Cameo        |
| 2010.                                | Get Him to the Greek  | glumi samu sebe                  | Cameo        |
| 2010.                                | Burleska              | Ali Marylin Rose                 | Glavna uloga |
| Televizijska gostujuća pojavljivanja |                       |                                  |              |
| Godina                               | Naslov                | Uloga                            | Napomena     |
| 1993–1995.                           | The Mickey Mouse Club | glumi samu sebe                  |              |
| 1999.                                | Beverly Hills, 90210  | glumi samu sebe                  | 1 epizoda    |
| 2004.                                | Saturday Night Live   | glumi samu sebe                  | Hostesa      |
| 2010.                                | Entourage             | klijentica/prijateljica Ari Gold |              |

## Vanjske poveznice
- ChristinaAguilera.com — Službena stranica
- ChristinaAguileraMusic.co.uk — Službena britanska stranica
- Christina Aguilera na MySpace-u
- Službena stranica turneje Back to Basics
- Christina Aguilera na Discogsu
- Christina Aguilera u internetskoj bazi filmova IMDb-u

- Christina Aguilera na People.com
- Parfemi Christine Aguilere, službene stranice P&G-a